# Impact (Texas)
Impact es un pueblo ubicado en el condado de Taylor en el estado estadounidense de Texas. En el Censo de 2010 tenía una población de 35 habitantes y una densidad poblacional de 155,33 personas por km².

## Geografía
Impact se encuentra ubicado en las coordenadas 32°30′1″N 99°44′48″O / 32.50028, -99.74667. Según la Oficina del Censo de los Estados Unidos, Impact tiene una superficie total de 0.23 km², de la cual 0.23 km² corresponden a tierra firme y (0%) 0 km² es agua.

## Demografía
Según el censo de 2010, había 35 personas residiendo en Impact. La densidad de población era de 155,33 hab./km². De los 35 habitantes, Impact estaba compuesto por el 42.86% blancos, el 0% eran afroamericanos, el 0% eran amerindios, el 0% eran asiáticos, el 0% eran isleños del Pacífico, el 57.14% eran de otras razas y el 0% pertenecían a dos o más razas. Del total de la población el 71.43% eran hispanos o latinos de cualquier raza.